# Katzenauge

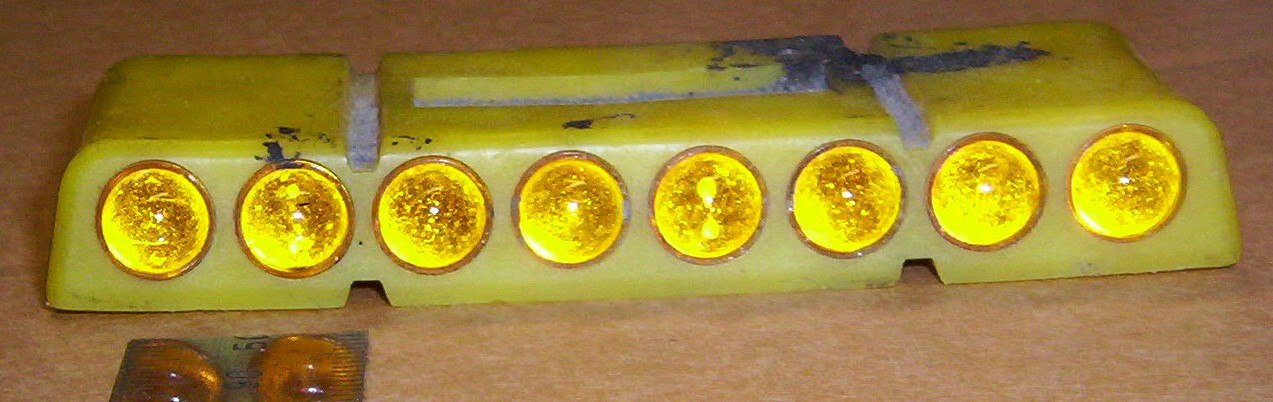
"Katzenaugen" in einer auf die Fahrbahn zu klebenden Sicherheits-Markierung, Gesamtbreite 100 mm

Katzenaugen, englisch cat's eyes, sind kleine zylinderförmige Glaskörper von ca. 10 bis 20 mm Durchmesser mit gewölbter, verspiegelter Rückseite und gewölbter Vorderseite. Ähnlich wie die Augen einer Katze oder anderer nachtaktiver Tiere reflektieren sie das Licht weitgehend unabhängig von ihrer Orientierung in die Richtung zurück, aus der es kommt. Katzenaugen gehören zu den Retroreflektoren.
Im Deutschen werden umgangssprachlich oft auch flächenhafte Rückstrahler bzw. Retroreflektoren nach dem Prinzip von Tripelspiegel-Arrays als Katzenaugen bezeichnet.
Echte, d. h. rotationssymmetrische Katzenaugen gehen auf eine Erfindung des Briten Percy Shaw aus dem Jahr 1934 zurück (Patente GB 436 290 A und 457 536).

## Aufbau und Funktion

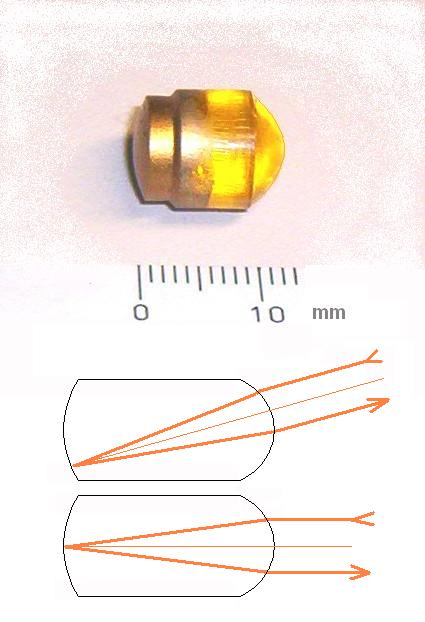
Retroreflektor-Element nach dem Prinzip eines „Katzenauges“. Die gekrümmten Flächen links sind verspiegelt. Die rechte gekrümmte Fläche hat ihren Brennpunkt auf der Spiegelfläche. Die Zeichnungen illustrieren die Funktion bei aus unterschiedlichem Winkel einfallendem Licht.

Ein Katzenauge besteht im Wesentlichen aus einem rotationssymmetrischen Glaskörper in Form eines Zylinders, der an beiden Enden sphärisch gekrümmte Abschlussflächen aufweist. Es ähnelt so dem Mittelteil eines Auges mit sphärischer Hornhaut an der Vorderseite und sphärischer Netzhaut an der Rückseite. Die Rückseite („Netzhaut“) ist beim Katzenauge verspiegelt und liegt im Brennpunkt der vorderen gekrümmten Fläche, die wie eine Sammellinse wirkt. Vorder- und Rückseite haben den gleichen Krümmungsmittelpunkt, sodass die Funktion nicht davon abhängt, in welchem Winkel das Licht einfällt. Es wird immer in die Einfallsrichtung zurückgespiegelt (siehe obere Skizze).
Wegen der sphärischen Aberration wird nicht jeder Lichtstrahl genau in die Einfallsrichtung zurückgeworfen. Je weiter ein Strahl von der optischen Achse (Parallele zum Strahl durch den Krümmungsmittelpunkt) abweicht, desto größer ist diese Ungenauigkeit. Nur dadurch kann das Katzenauge (oder irgendein anderer Rückstrahler) seinen Zweck erfüllen, indem ein Teil des zurückgeworfenen Lichts in das Auge des Beobachters gelangt. Wenn das Licht exakt in die Einfallsrichtung zurückgeworfen würde, dann gelangte es nicht zum Beobachter, sondern nur zurück in die Lichtquelle.
Es ist meist kein so großer „Blickwinkel“ wie bei einem echten Auge erforderlich, daher können die zur Form eines echten Auges fehlenden Randbereiche entfallen. Statt einer Kugel hat das Katzenauge daher meist eine eher zylindrische Form.

## Wirkungsweise und Einsatzgebiete
Natürliche und künstliche Katzenaugen erscheinen für einen Betrachter, aus dessen ungefährer Richtung sie beleuchtet werden, sehr viel heller als diffus reflektierende Körper. Personen, die eine solche Szenerie aus einem anderen Winkel betrachten, werden keine besondere Leuchtwirkung des Katzenauges erkennen können, da das Licht nur in der Einfallsrichtung zurückgeworfen wird. Für einen Beobachter ohne eigene Lichtquelle erscheint ein Katzenauge nicht heller als die Umgebung.
Rotationssymmetrische Katzenaugen aus Glas werden noch heute in erhabenen Straßenmarkierungen und Baustellenabsperrungen sowie in Autobahn-Notrufsäulen eingesetzt.
Nur sehr alte Fahrräder haben manchmal noch solche „echten“ Katzenaugen als Rückstrahler.